# Gabarderal

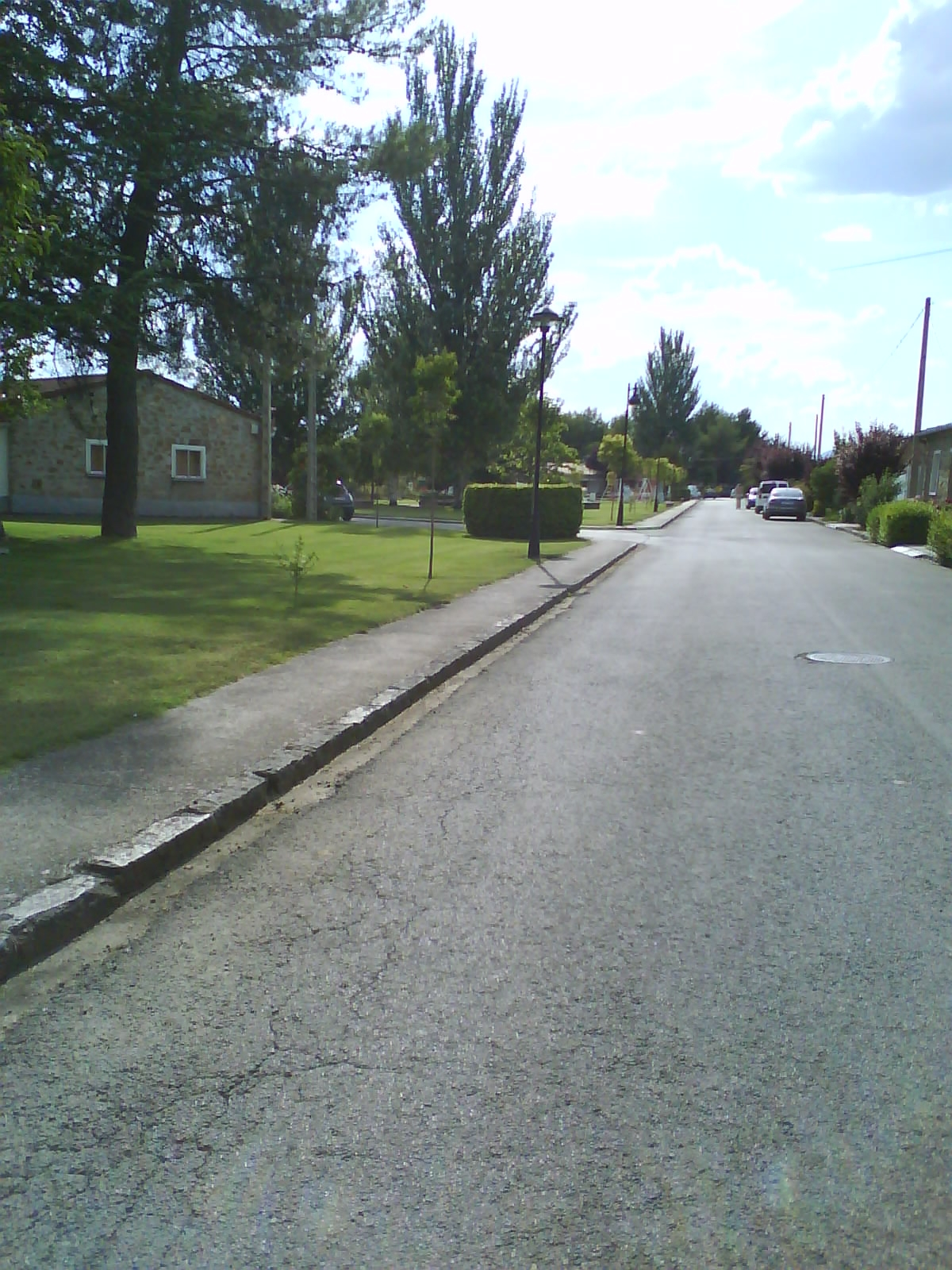
Calle principal de Gabarderal.

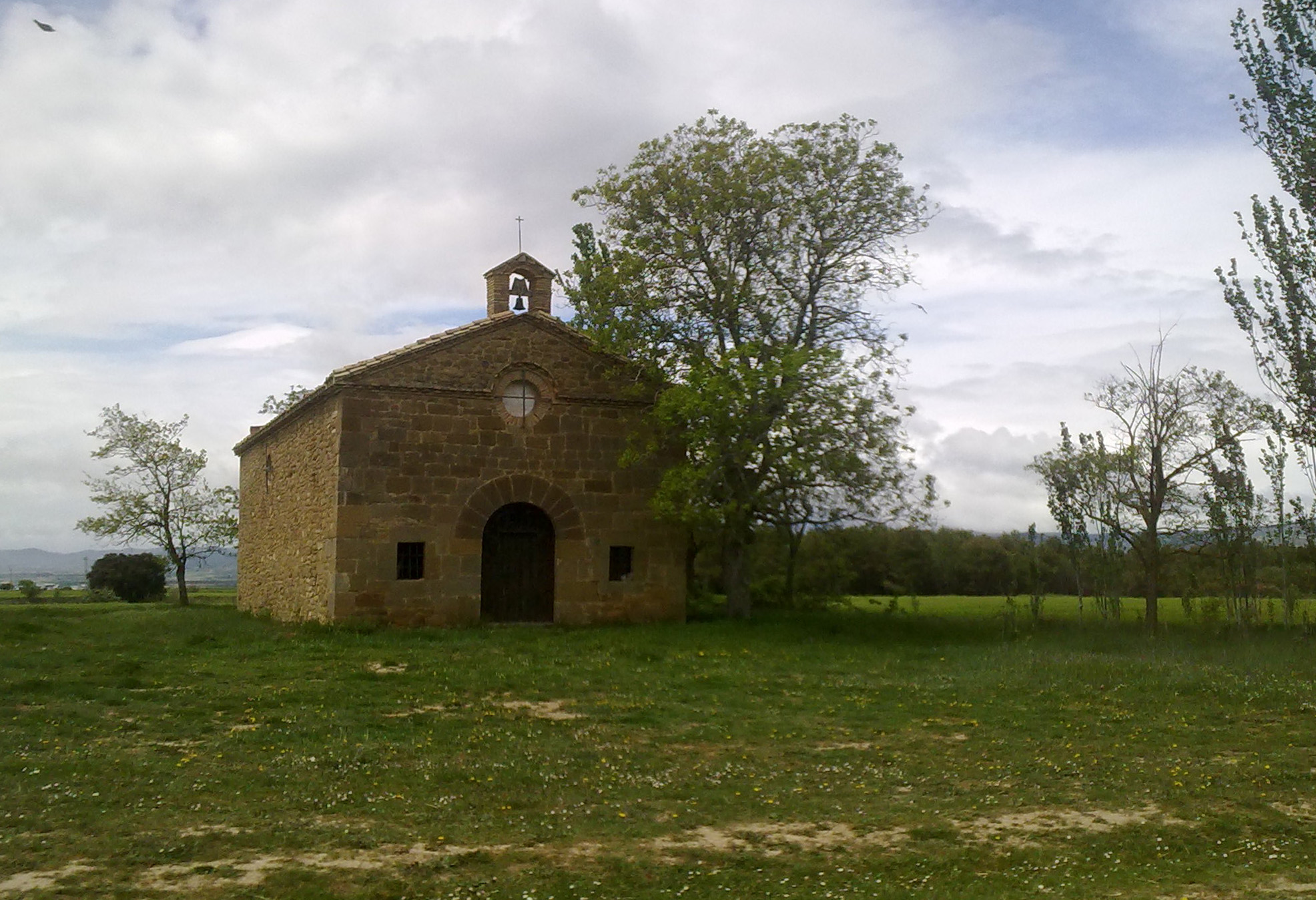
Ermita de Nuestra Señora del Camino.

Gabarderal  es una localidad española y un concejo de la Comunidad Foral de Navarra perteneciente al municipio de Sangüesa. 
Está situado en la Merindad de Sangüesa, en la comarca de Sangüesa, y a 50 km de la capital de la comunidad, Pamplona. Su  población en 2014 fue de 136 habitantes (INE), su superficie es de 33,3 km² y su densidad de población de 4,08 hab/km².
El poblado que fue creado por el Instituto Nacional de Colonización es regado por el Canal de las Bardenas. En él se encuentra una antigua ermita que poseía un retablo de finales del siglo XV que se guarda en la iglesia de San Salvador y la titular de la misma, la Virgen del Camino la conservan los padres Capuchinos.

## Topónimo
El significado del nombre de la localidad es "lugar de gabarderas" (rosales silvestres). En la Comarca de Sangüesa y Alto Aragón es común llamar gabardera al rosal silvestre y a éste se le añade el sufijo «-al» haciendo referencia al lugar de...
De gabardera también se derivan otro numerosos topónimos, como por ejemplo Gabardito en el Pirineo Oscense.
El nombre de Gabarderal aparece registrado  en el año 1897 en la obra «Navarra Toponimia y Cartografía» (NTYC)
 y también en la Toponimia Oficial de Navarra.

## Geografía física

### Situación
La localidad de Gabarderal está situada en la parte sur del municipio de Sangüesa, en la margen derecha del río Aragón y a una altitud de 420 m s. n. m. Su término concejil tiene una superficie de 33,3 km², cuenta con cuatro enclaves y limita por el norte, sur y oeste con el resto del municipio de Sangüesa y por el este con la Provincia de Zaragoza.

### Clima
Gabarderal tiene un clima mediterráneo, los veranos son secos y los inviernos bastante fríos. El promedio de precipitaciones anuales está entre los 500 y 600 mm y la temperatura media entre 12 y 13.º C. Hay abundantes precipitaciones en primavera y otoño, la mayor parte en forma de tormenta.

## Historia
La localidad fue fundada en el año 1960 por el Instituto Nacional de Colonización. La iniciativa tenía el fin del aprovechamiento agrícola de una zona de regadío propiciada por el Canal de las Bardenas y para ello se creó también una zona residencial formada inicialmente por 26 casas para los nuevos pobladores en su mayoría procedentes de la Ribera de Navarra (Tudela y Buñuel), de la vecina comunidad de Aragón, de Tierra Estella (Bargota, Armañanzas y Viana) y de la vecina ciudad de Sangüesa.  A sus primeros pobladores se les dotó de una casa, 10 hectáreas de tierra, un animal de tiro, aperos de labranza y una vaca.
En 2010 solo quedaba unos 3 personas dedicadas en exclusiva a la agricultura y la mayoría de su población compagina esta actividad con la industrial en las vecinas localidades de Cáseda, Sangüesa o Lumbier.
También en este año se cumplieron 50 años de su fundación y el Ayuntamiento de Sangüesa hizo un homenaje a sus primeros pobladores.

## Demografía

### Evolución de la población
| Gráfica de evolución demográfica de Gabarderal entre 2000 y 2011 |
|                                                                  |
| Datos según el nomenclátor publicado por el INE.                 |

## Urbanismo
En el centro de la localidad se encuentra un parque con forma triangular, la plaza de Navarra en torno al cual se distribuye la parte original construida hace 50 años formada por viviendas de una sola planta. A esta parte original se ha sumado otra al oeste con viviendas de nueva construcción con más de una planta.
Las principales calles de la localidad son las siguientes: Calle del Monte, calle del Campo, y la calle la Estrella. En cuanto a carreteras está la NA-5340 que une Gabarderal con Cáseda, separándose al sur de la localidad de la carretera NA-5342 (Carretera de Peña), que une Peña con Sangüesa partiendo de la carretera NA-127. Esta carretera pasa por la parte Este de la localidad separando a esta de los campos de cereal.

## Política y administración

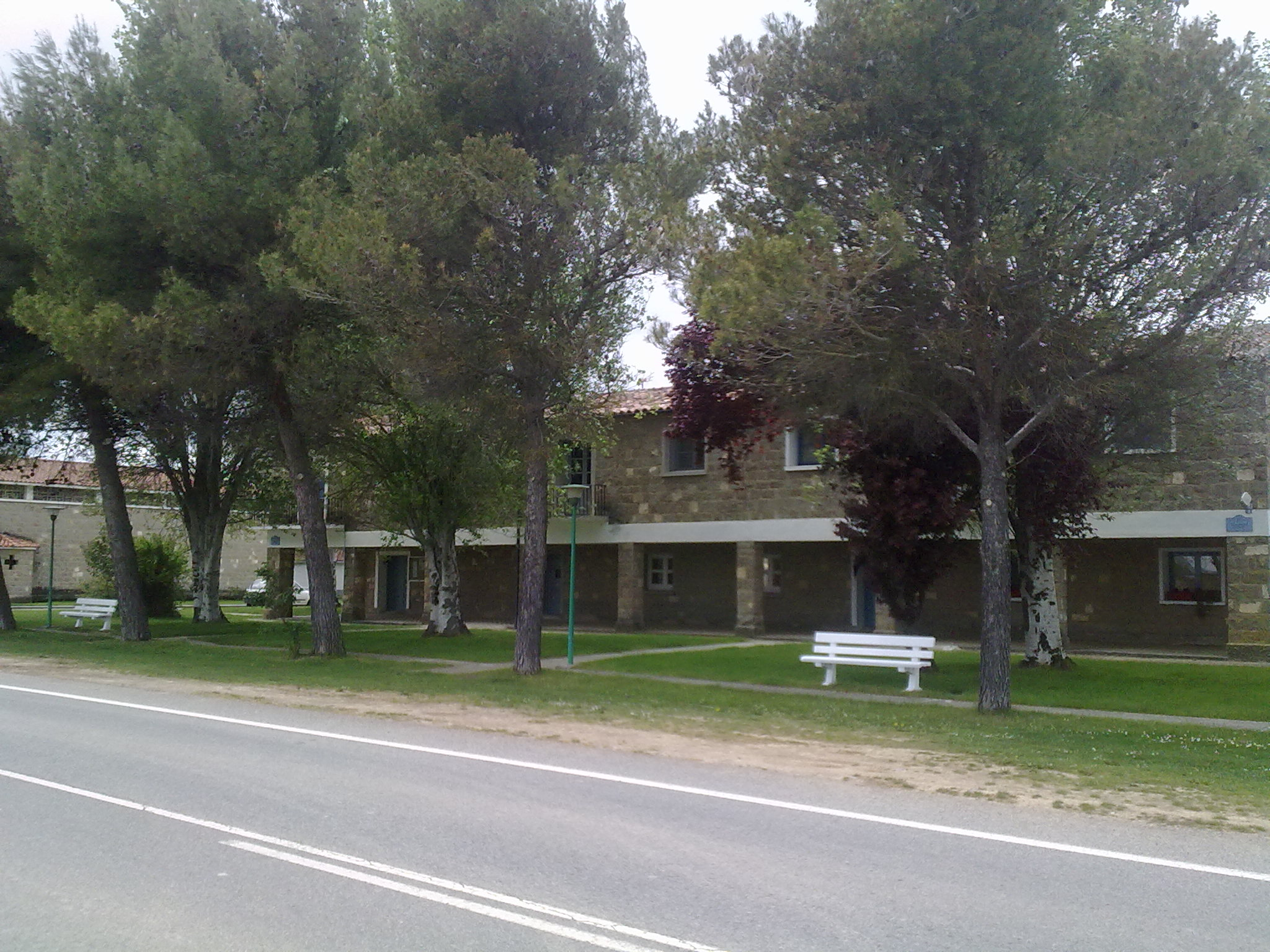
Casa Concejil de Gabarderal.

### Administración concejil
Gabarderal conforma un concejo que de acuerdo a la «Ley de Administración Local de Navarra» de 1990 está integrado por 5 vocales de los cuales uno ejerce la presidencia (presidente del concejo) los cuales se eligen cada 4 años según está descrito en la ley citada. La sede del mismo se encuentra en la carretera de Peña, s/n en la localidad de Gabarderal.

#### Elecciones concejiles 2011
Al no haberse presentado ninguna listas en las elecciones que tuvieron lugar el 22 de mayo de 2011 junto con las elecciones municipales, estas se celebraron el 20 de noviembre del mismo año coincidiendo con las elecciones municipales parciales y las generales. La única lista que concurrió a las mismas fue Independientes de Gabarderal (IG) que obtuvieron los 5 vocales del concejo y María Concepción Leoz Suescun fue elegida presidenta.

## Economía
La agricultura ha sido desde la fundación del poblado la columna vertebral de la economía. La construcción en 1960 del Canal de las Bardenas que transporta el agua del embalse de Yesa, propició que una zona de precipitaciones mínimas cuente con un sistema de riego para sus campos de cultivo. La zona de regadío se extiende en los campos próximos al canal y el resto de la superficie agrícola que se extiende entre Gabarderal y Peña se dedica al cultivo de cereal.    .
Además de la agricultura, la población de Gabarderal también se dedica a otras actividades como la hostelería. La localidad está dotada de una casa rural y un bar. También algunos habitantes trabajan en la industria de localidades próximas como Sangüesa, Cáseda o Lumbier.

## Monumentos

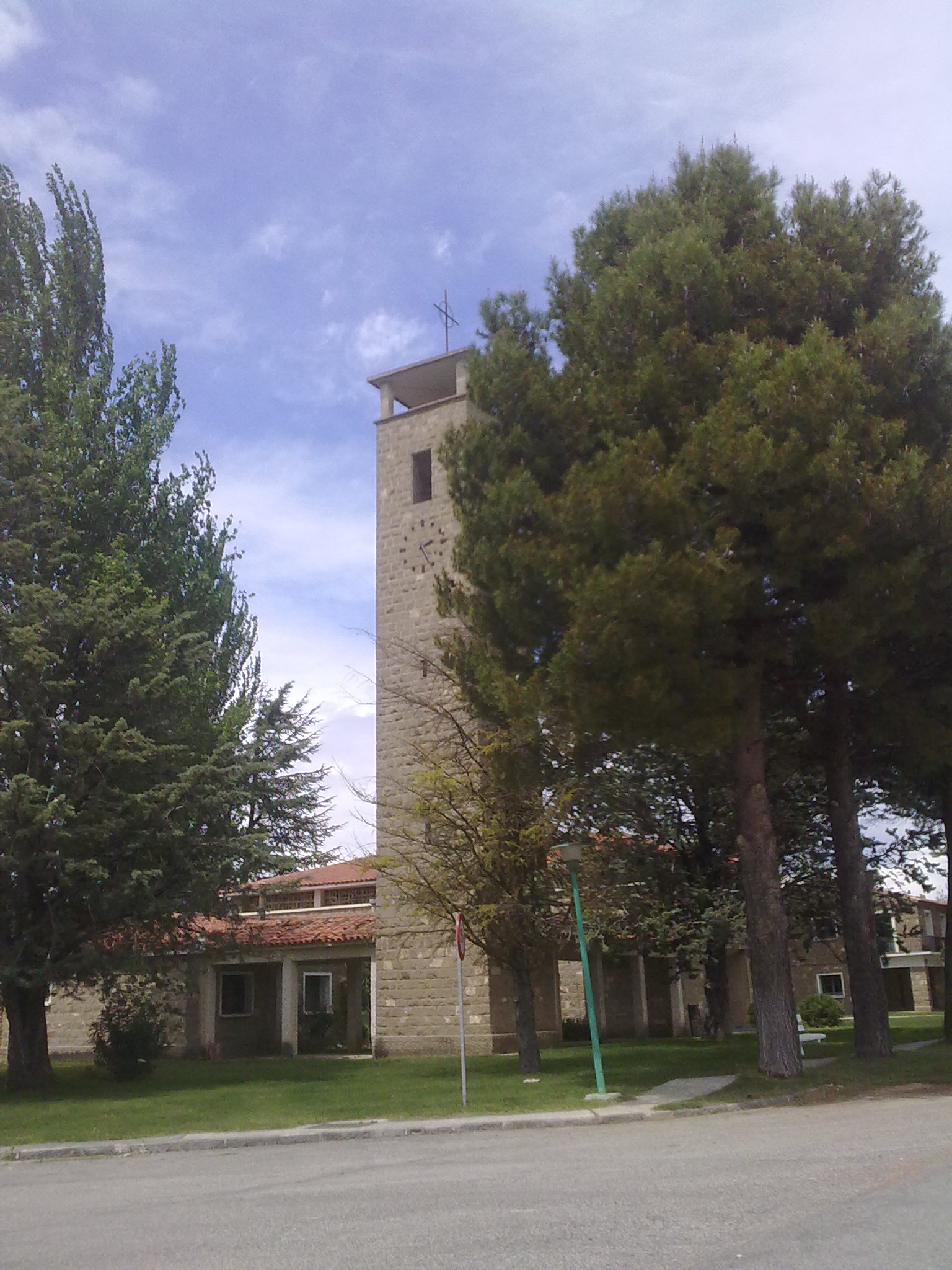
Iglesia de Santa Eulalia.

- Ermita de Nuestra Señora del Camino: Está situada al sur junto a la carretera NA-5342. La antigua capilla data del siglo XV contaba con un retablo  que se guarda en la iglesia de San Salvador y la titular de la misma, la Virgen del Camino la conservan los padres Capuchinos.[8]

- La iglesia de Santa Eulalia es una nueva construcción edificada en el año 1960 y situada junto a la carretera NA-5342. Tiene su base rectangular y está construida en piedra con un estilo similar a los edificios circundantes. El elemento más destacable es su torre dotada de reloj y campanas.[8]

## Cultura

### Fiestas y eventos
Las celebraciones y eventos más destacables que tiene lugar en Gabarderal son:
- Carnavales: Durante la semana de carnaval la cual suele ser en febrero aunque suele variar cada año.
- Fiestas Patronales: Se celebran el primer fin de semana de agosto en honor a Santa Eulalia.
- Día de la Merindad: Se celebra el 13 de septiembre junto al resto de localidades de la Merindad de Sangüesa.